# Beverly D’Angelo
Beverly Heather D’Angelo (ur. 15 listopada 1951 w Columbus) – amerykańska piosenkarka oraz aktorka filmowa i telewizyjna.

## Życiorys

### Wczesne lata
Urodziła się w Columbus w stanie Ohio jako córka wiolonczelistki Priscilli Ruth (z domu Smith) i Gene’a D’Angelo, dyrektora generalnego miejscowej stacji telewizyjnej WBNS-TV, kanał 10, i basisty. Jej matka miała korzenie angielskie, irlandzkie, szkockie i niemieckie, a ojciec był pochodzenia włoskiego. Jej brat Jeff był muzykiem jazzowym. Studiowała sztuki wizualne i była dewizową studentką we Włoszech, zanim przyłączyła się do Hanna-Barbera Studios w Hollywood jako rysownik. Następnie jako piosenkarka koncertowała w Kanadzie z zespołem rockowym Elephan.

### Kariera
W 1975 w spektaklu The Zinger na scenie PAF Playhouse w Huntington i jako Ofelia w musicalu Rockabye Hamlet, z którym w 1976 debiutowała na Broadwayu. Początkiem jej na szklanym ekranie była rola panny Emmy w miniserialu  NBC Kapitanowie i królowie (Captains and the Kings, 1976) z Perrym Kingiem, Patty Duke, Robertem Vaughnem, Jane Seymour i Richardem Jordanem.
W 1977 zagrała w trzech filmach kinowych: horrorze Strażnik (The Sentinel) z Avą Gardner, komedii Woody’ego Allena Annie Hall i melodramacie Pierwsza miłość (First Love). Przełomem w karierze kinowej okazała się rola Sheilii Franklin w musicalu Hair (1979) Milosa Formana. Wcielając się w postać Patsy Cline, zaśpiewała wszystkie piosenki w biograficznym dramacie muzycznym Córka górnika (Coal Miner's Daughter, 1980) z Sissy Spacek, za którą była nominowana do Złotego Globu dla najlepszej aktorki drugoplanowej.
W telewizyjnej adaptacji baśni Showtime Śpiąca królewna (Shelley Duvall’s Faerie Tale Theatre: Sleeping Beauty, 1983) z Bernadette Peters w roli tytułowej i Christopherem Reeve była złą wróżką Henbane.
Jako Stella DuBois Kowalski w telewizyjnej wersji dramatu Tennessee Williamsa ABC Tramwaj zwany pożądaniem (A Streetcar Named Desire, 1984) z Ann-Margret i Treatem Williamsem była nominowana do nagrody Emmy. Rola Rosie w produkcji off-Broadwayowskiej Simpatico przyniosła jej nagrodę Theatre World Award. Za rolę Ellen Griswold w komedii W krzywym zwierciadle: Wakacje w Vegas (Vegas Vacation, 1997) z Chevy Chaseem zdobyła nominację do Nickelodeon Kids’ Choice Awards. Kreacja Doris Vinyard, matki młodego neonazisty, przywódcy grupy skinheadów, w dramacie Tony’go Kaye’a Więzień nienawiści (American History X, 1999) przyniosła jej nominację do Nagrody Satelity dla najlepszej aktorki drugoplanowej.

## Życie prywatne
Romansowała z reżyserem Milošem Formanem (1981). 8 września 1981 wyszła za mąż za włoskiego studenta ekonomii, pół Polaka, Lorenzo Salviatiego. W 1983 doszło do separacji, a 5 listopada 1995 rozwodu małżonków. W latach 1985–1991 była w nieformalnym związku z irlandzkim reżyserem Neilem Jordanem. W latach 1997–2003 była związana z Alem Pacino, z którym ma bliźniaki, Antona i Olivię (ur. 25 stycznia 2001).

## Filmografia

### Filmy
- 1977: Annie Hall jako aktorka w programie telewizyjnym Roba
- 1978: Każdy sposób jest dobry jako Echo
- 1979: Hair jako Sheila Franklin
- 1980: Córka górnika jako Patsy Cline
- 1983: W krzywym zwierciadle: Wakacje jako Ellen Griswold
- 1985: W krzywym zwierciadle: Europejskie wakacje jako Ellen Griswold
- 1989: W krzywym zwierciadle: Witaj, Święty Mikołaju jako Ellen Griswold
- 1992: Kłopoty z facetami jako Andy Ellerman
- 1996: Słodka pokusa (TV) jako Jesse Larson
- 1997: Donikąd jako matka Darka
- 1997: W krzywym zwierciadle: Wakacje w Vegas jako Ellen Griswold
- 1998: Więzień nienawiści jako Doris Vinyard
- 2000: Przeboje i podboje jako kobieta udostępniająca dokumenty
- 2001: Letnia przygoda jako Lusty House Mother
- 2006: Obcy krewni jako Angela Minnola
- 2007: Terra jako przesłuchująca Wright (głos)
- 2008: Króliczek jako Pani Hagstrom
- 2008: Harold i Kumar uciekają z Guantanamo jako Sally
- 2014: Przeznaczenie (The Michaels, TV) jako Millie Barnworth
- 2015: W nowym zwierciadle: Wakacje jako Ellen Griswold
- 2022: Dzika noc (Violent Night) jako Gertrude Lightstone

### Seriale TV
- 1992: Opowieści z krypty jako Janice Baird
- 1992, 2008: Simpsonowie jako porucznik Lumpkin (głos)
- 1999: Frasier jako Audrey (głos)
- 2003–2008: Prawo i porządek: sekcja specjalna jako Rebecca Balthus
- 2005–2011: Ekipa jako Barbara Miller
- 2007: Głowa rodziny jako Ellen Griswold (głos)
- 2010: Cougar Town: Miasto kocic jako Sheila Keller
- 2014: Inni mają lepiej jako Gretchen
- 2015: Mamuśka jako Lorraine
- 2017-2018: Shooter jako Patricia Gregson
- 2018-2019: Insatiable jako Stella Rose Buckley